# شینوبو ساکاگامی
شینوبو ساکاگامی (انگلیسی: Shinobu Sakagami؛ زادهٔ ۱ ژوئن ۱۹۶۷) بازیگر، صداپیشگی در ژاپن، خواننده، کارگردان فیلم، بازیگر خردسال، و شخصیت‌های تلویزیونی در ژاپن اهل ژاپن است.